# Science-Fiction-Jahr 1938
Übersicht

◄◄ | ◄ | 1934 | 1935 | 1936 | 1937 | Science-Fiction-Jahr 1938 | 1939 | 1940 | 1941 | 1942 | ► | ►►

Weitere Ereignisse

## Ereignisse
- Die literarische Gruppe Futurians, die bis 1945 bestand, wurde gegründet.